# Tadeusz Szucki
Tadeusz Szucki (ur. 1920, zm. 1 maja 2003) – polski uczony, specjalista w zakresie technologii maszyn i inżynierii materiałowej, profesor doktor habilitowany na Wydziale Transportu Politechniki Warszawskiej. 
Wykładowca akademicki, wybitny specjalista w zakresie technologii maszyn, w latach 1985-1988 Prodziekan ds. Nauki na Wydziale Transportu Politechniki Warszawskiej. 
Pochowany na Cmentarzu rzymskokatolickim w Białej Podlaskiej.

## Publikacje
- Podstawy technologii wytwarzania elementów maszyn[3]
- Inżynieria materiałowa: materiałoznawstwo
- Materiały do ćwiczeń i projektowania części maszyn (współautor Wiesław Bajon)
- Podstawy konstrukcji maszyn (współautor Zbigniew Osiński)
- Materiały do ćwiczeń z technologii wytwarzania
- Projektowanie konstrukcji mechanicznych (współautor Wiesław Bajon)
- Obliczanie i charakterystyka krajowych łożysk kulkowych skośnych
- Hertz's stress is a measure of load rating and fatigue life of rolling bearings
- Obciążenia węzła łożyskowego zestawów kołowych kolejowych
- Obliczanie naprężeń na powierzchniach wałeczków w łożysku kolejowym skośnym i stożkowym dwurzędowym.